# スティル・クライミング (シンデレラのアルバム)
『スティル・クライミング』（Still Climbing）は、アメリカ合衆国のヘヴィメタル・バンド、シンデレラが1994年に発表した4作目のスタジオ・アルバム。約4年ぶりの新作に当たる。

## 背景
1991年、フレッド・コウリーはシンデレラを脱退してスティーヴン・パーシーと共にアーケイドを結成。本作のレコーディングではケニー・アロノフがドラムスを担当したが、「ホット&ボザード」のみコウリー在籍時の録音で、この曲は本作に先がけて、1992年公開の映画『ウェインズ・ワールド』のサウンドトラックで使用された。なお、コウリーは1996年よりシンデレラに復帰している。

## 反響・評価
本作はセールス的に成功を収められず、バンドは結果的にマーキュリー・レコードとの契約を解除された。母国アメリカでは1994年11月26日付のBillboard 200で初登場178位となるが、翌週にはトップ200圏外に落ち、シンデレラのスタジオ・アルバムとしては唯一、全米トップ20入りを逃す結果となった。イギリスでは前2作がトップ40入りしていたが、本作は1994年11月19日付の全英アルバムチャートで88位を記録するにとどまり、翌週にはトップ100圏外に落ちた。また、前2作がトップ10入りしていたスイスでも、3週トップ40入りし、最高29位を記録するにとどまった。
Stephen Thomas Erlewineはオールミュージックにおいて5点満点中3.5点を付け「『ハートブレイク・ステーション』よりも楽曲に一貫性があり、サウンドもより力強い」と評している。また、『CDジャーナル』のミニ・レビューでは「埃っぽくもコクのあるブルージーなハードR&Rはごつごつした岩そのものの重量感を思わせる。不器用だが正直な点が彼ららしい」と評されている。

## 収録曲
特記なき楽曲はトム・キーファー作。
1. バッド・アティチュード・シャッフル - "Bad Attitude Shuffle" - 5:31
2. オール・カムズ・ダウン - "All Comes Down" - 5:04
3. トーク・イズ・チープ - "Talk Is Cheap" - 3:59
4. ハード・トゥ・ファインド・ザ・ワーズ - "Hard to Find the Words" - 5:45
5. ブラッド・フロム・ア・ストーン - "Blood from a Stone" - 4:51
6. スティル・クライミング - "Still Climbing" - 5:22
7. フリーウィーリン - "Freewheelin" - 3:07
8. スルー・ザ・レイン - "Through the Rain" - 5:06
9. イージー・カム・イージー・ゴー - "Easy Come Easy Go" - 4:34
10. ザ・ローズ・スティル・ロング - "The Road's Still Long" (Tom Keifer, Andy Johns) - 6:08
11. ホット&ボザード - "Hot & Bothered" (T. Keifer, Eric Brittingham) - 3:57

## 参加ミュージシャン
- トム・キーファー - ボーカル、ギター、スライドギター
- ジェフ・ラバー - ギター
- エリック・ブリッティンガム - ベース

アディショナル・ミュージシャン
- ケニー・アロノフ（英語版） - ドラムス(#11を除く全曲)
- フレッド・コウリー - ドラムス(on #11)
- ジョン・パーデル - ピアノ、ハモンドオルガン、パーカッション、バッキング・ボーカル
- ゲイリー・コルベット - キーボード(on #11)
- ジェイ・デヴィッドソン - サクソフォーン(on #2, #9)
- スティーヴ・ジャンコウスキー - トランペット、トロンボーン(on #2)
- ロザーナ・マクナマラ - フィドル(on #3)
- アネット・ハードマン、シャーリーン・ホロウェイ - バッキング・ボーカル(on #4, #5, #6)
- ルアナ・ノーマン - バッキング・ボーカル(on #10)
- イヴェット・ベントン、カーラ・ベンソン - バッキング・ボーカル(on #11)